# Johnny Hallyday Story - Palais des sports
Albums par Johnny Hallyday
In italiano
(1976) Hamlet
(1976)
Lives par Johnny Hallyday
Live at the Palais des sports (Johnny Hallyday Palais des sports 1971)
(1971) Johnny Hallyday Pavillon de Paris : Porte de Pantin
(1979)
Johnny Hallyday Story - Palais des sports est le 7e album live de Johnny Hallyday, il sort le 20 octobre 1976.
L'album est réalisé par Jacques Revaux.

## Histoire
Du 28 septembre au 31 octobre, Johnny Hallyday se produit à guichets fermés au palais des sports de Paris. Absent d'une scène parisienne depuis cinq ans, le spectacle « Johnny Hallyday Story » bat tous les records d'affluences en attirant 200 000 spectateurs en 35 représentations (une telle durée de programmation est à l'époque totalement exceptionnel). 
Le spectacle « Johnny Hallyday Story » est, et c'est une première, en deux parties à thèmes :
« Les années 1960 », avec en début de récital la période « 1961-1964 », pour finir sur celle de « 1966-1967 », de Retiens la nuit à Noir c'est noir, elle débute par Da dou ron ron et s'achève par La Bagarre, avec sur scène motos et blouson noirs, où l'on change le texte initial : « si c'est pas pour la bagarre, alors c'est pour mon fric » de 1962, par : « Si c'est pas pour la bagarre, alors c'est pour elle », elle, étant une charmante personne que Johnny protège - avant de finir en un baston général et... quelques sirènes de police.
« Les années 1970 » s'ouvrent par Rock'n'roll man, suivi de 37e étage qui précède Que je t'aime (étonnamment placé en 2e partie, le titre étant sorti en 1969). Le tour de chant alterne rocks et ballades, faisant la part belle aux albums Derrière l'amour paru au début de l'été 1978 et Rock à Memphis de 1975. Le spectacle s'achève sur La Musique que j'aime, précédé par une longue introduction à la guitare de Jean-Pierre Azoulay sur laquelle évolue Johnny aux rythmes des accords.
Ce show, mis en scène par Bernard Lion, et dont la conception est entièrement renouvelée, est l'acte fondateur de ce que seront les spectacles à venir du chanteur. Les moyens techniques utilisés sont importants et novateurs. Pour la première fois, Johnny Hallyday utilise des Laser. Danseuses et danseurs, sur une chorégraphie de Jojo Smith, sont sur scène aux côtés de Johnny, ainsi que des cascadeurs. 
André Diot et pour la première fois Jacques Rouveyrollis conçoivent les jeux de lumières. C'est aussi la toute première fois (sur une scène parisienne), qu'Éric Bamy est dans les chœurs.
À contrario, le guitariste Jean-Pierre Azoulay, (dit « Rolling »), guitariste attitré du chanteur depuis 1969, joue avec Johnny Hallyday pour la dernière fois. Une fois achevée la tournée en province (courant 1977), leurs routes se séparent (quelque temps plus tard, le guitariste s'installe à New York).

## Autour de l'album
- Référence originale : Philips 664 1559
- Le double CD édition 1992 est l'exacte reproduction du double album de 1976. 
  - Référence originale : Philips 510 154-2

- L'édition CD de 2003 propose l'intégralité du tour de chant et présente quelques différences dans les commentaires de Johnny au public.
  - Référence originale : Mercury Universal Music 077 192-2

- En octobre 2016, la réédition de l'album Derrière l'amour 40e anniversaire inclut une réédition du live Johnny Hallyday Story - Palais des sports dans une nouvelle version alternative incluant un titre instrumental inédit Watermelon Man d'Herbie Hancock.

## Titres
Nota :
- Nous donnons ici l'ordre chronologique du récital tel que le restitue le double CD de 2003. Les titres en gras ne sont pas inclus sur l'album de 1976.
- L'instrumental Watermelon Man (d'Herbie Hancock) est un inédit de la réédition de l'album en 2016.

| 1.  | Introduction (présentation spectacle)                                            |                                               |                                                                     |      |
| 2.  | Da dou ron ron (Da Doo Ron Ron)                                                  | Georges Aber (adaptation)                     | Ellie Greenwich, Phil Spector, Jeff Barry                           | 2:15 |
| 3.  | Elle est terrible (Somethin' Else)                                               | Jil et Jan (adaptation)                       | Bob Cochran, Sharon Sheeley                                         | 3:45 |
| 4.  | Medley : Tes tendres années (Tender Years) Retiens la nuit                       | Ralph Bernet (adaptation) Charles Aznavour    | Darrel Edwards Georges Garvarentz                                   | 3:45 |
| 5.  | L'Idole des jeunes (Teenage Idol)                                                | Ralph Bernet (adaptation)                     | Jack Lewis                                                          | 2:10 |
| 6.  | I Got a Woman                                                                    | Ray Charles                                   | Ray Charles                                                         | 4:51 |
| 7.  | Johnny, reviens ! (Johnny B. Goode)                                              | Manou Roblin (adaptation)                     | Chuck Berry                                                         | 2:24 |
| 8.  | Si j'étais un charpentier (If I Were a Carpenter)                                | Long Chris (adaptation)                       | Tim Hardin                                                          | 3:17 |
| 9.  | Le pénitencier (The House of the Rising Sun)                                     | Hugues Aufray, Vline Buggy (adaptation)       | Alan Price                                                          | 3:51 |
| 10. | Hey Joe (Hey Joe)                                                                | Gilles Thibaut (adaptation)                   | Billy Roberts                                                       | 4:21 |
| 11. | Medley : Pour moi la vie va commencer Les coups (Uptight (Everything's Alright)) | Jean-Jacques Debout Georges Aber (adaptation) | Jean-Jacques Debout Henry Cosby - Sylvia Rose Moy - Stevie Judkins, | 4:53 |
| 12. | Jusqu'à minuit (In The Midnight Hour)                                            | Georges Aber (adaptation)                     | Steve Cropper, Wilson Pickett                                       | 3:49 |
| 13. | Je suis seul (What Is Soul)                                                      | Georges Aber (adaptation)                     | Ben E. King, Bob Gallo                                              | 2:19 |
| 14. | Noir c'est noir (Black Is Black (en))                                            | Georges Aber (adaptation)                     | Tony Hayes, Michelle Grainger, Steve Wadey                          | 3:04 |
| 15. | La bagarre (Trouble)                                                             | Vline Buggy (adaptation)                      | Jerry Leiber et Mike Stoller                                        |      |
| 16. | Introduction instrumentale (1) - Watermelon Man (2) -                            |                                               | Jean-Marc Deuterre (1) - Herbie Hancock (2)                         | 5:20 |
| 17. | Rock'n'roll man                                                                  | Michel Mallory                                | Tommy Brown                                                         |      |
| 18. | 37e étage (Twenty Flight Rock)                                                   | Long Chris (adaptation)                       | Ned Fairchild (en), Eddie Cochran                                   |      |
| 19. | Que je t'aime                                                                    | Gilles Thibaut                                | Jean Renard                                                         | 3:29 |
| 20. | La fille de l'été dernier (Summertime Blues)                                     | Long Chris (adaptation)                       | Eddie Cochran, Jerry Capehart                                       | 2:26 |
| 21. | Requiem pour un fou                                                              | Gilles Thibaut                                | Gérard Layani                                                       | 4:08 |
| 22. | Joue pas de rock'n'roll pour moi (Don't Play Your Rock 'n' Roll to Me)           | Long Chris (adaptation)                       | Nicky Chinn, Mike Chapman                                           | 3:42 |
| 23. | (présentation des musiciens)                                                     |                                               |                                                                     |      |
| 24. | Né pour vivre sans amour                                                         | Johnny Hallyday, Michel Mallory               | Johnny Hallyday, Michel Mallory                                     | 2:51 |
| 25. | Rendez-vous en enfer                                                             | Michel Mallory                                | Gérard Layani                                                       |      |
| 26. | Gabrielle (The King Is Dead)                                                     | Long Chris, Patrick Larue (adaptation)        | Tony Cole (musician) (en)                                           | 3:52 |
| 27. | Derrière l'amour                                                                 | Pierre Delanoë                                | Toto Cutugno                                                        | 4:23 |
| 28. | Ma chérie, c'est moi (It'll Be Me)                                               | Michel Mallory (adaptation)                   | Jack Clement                                                        |      |
| 29. | La terre promise (Promised Land)                                                 | Michel Mallory (adaptation)                   | Chuck Berry                                                         | 5:12 |
| 30. | La Musique que j'aime                                                            | Michel Mallory                                | Johnny Hallyday                                                     | 8:27 |

## Musiciens
- Piano, piano wurtitzer, synthétiseur / Orchestration et direction musicale : Jean-Marc Deuterre
- Piano Fender, Éminent : Claude Arini
- Guitare solo : Jean-Pierre Azoulay
- Pedal steel guitar, guitare rythmique : Marc Bozonnet
- Basse : Gérard Mondon
- Batterie : Alain Weiss
- Percussion : Gilles Perrin
- Trompettes : Geoffrey Reynolds, Pierre Ploquin, Guy Marco, Alfred Hovsepian
- Trombones : Christian Guizien, Hamid Belhocine, Marc Steckar, Christian Fourquet, Jean Costa
- Saxophones : Jean-Louis Chautemps, Serge Roux, Michel Gaucher
- Saxophone ténor, flute, vocal sur La fille de l'été dernier : René Morizur
- Saxophone baryton : Mick Picard
- Chœurs : Jocelyne Lacaille, Pierrette Bargoin, Claudia Alexandre, Jacques Ploquin, Érick Bamy